# Yoshihide Otomo

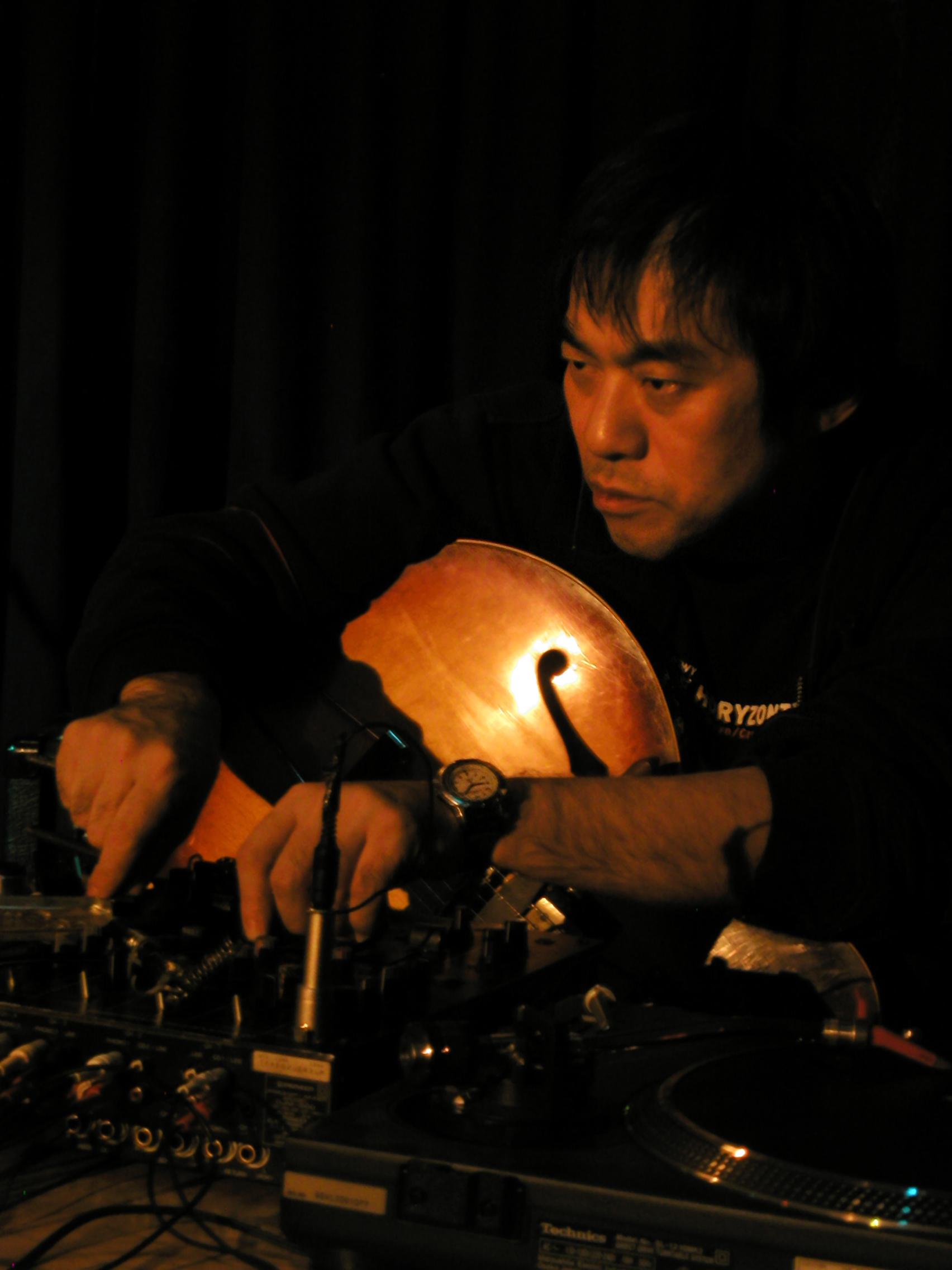
Yoshihide Otomo an Gitarre, Turntables und Elektronik

Yoshihide Otomo (jap. 大友 良英, Otomo Yoshihide; * 1. August 1959 in Yokohama) ist ein japanischer Musiker und Komponist.

## Leben
1979 siedelte er nach Tokio über und studierte dort Musikgeschichte. Jazzgitarre lernte er bei dem Improvisationsgitarristen Masayuki Takayanagi. Seit etwa 1987 tritt er mit Soloprogrammen und in verschiedenen Bandprojekten, das bekannteste davon Ground Zero, an Turntables und E-Gitarren auf. Bis 2007 war er an über 200  Veröffentlichungen beteiligt. Sein musikalischer Schwerpunkt liegt im Bereich der neuen Improvisationsmusik, wo er vor allem durch seine radikale Elektronik Aufsehen erregte. Die Ergänzung der Gitarre um elektronische Gerätschaften führte ihn immer mehr zur Kunst der Reduktion.  War es in den frühen Gruppen die schiere Wucht der Klänge, die beeindruckte, so steht für Otomo nun das Filtern und Herausarbeiten bestimmter Qualitäten der Klänge im Mittelpunkt. Seine feingliedrigen Klanglandschaften lassen in neuerer Zeit weniger an Free Jazz denken, als an Komponisten wie Morton Feldman. Außerdem spielt er auch immer wieder in eher traditionellen Rock- und Jazzprojekten (z. B. mit seinem New Jazz Ensemble).
1999 kuratierte er unter dem Titel „Mottomo Otomo“ das Music Unlimited Festival in Wels.
Bei seinen zahlreichen Kollaborationen arbeitete er unter anderem zusammen mit Merzbow, Luc Ferrari, Christian Marclay,  John Zorn und Yamatsuka Eye. Für die Donaueschinger Musiktage 2005 stellte er auf Anregung Reinhard Kagers, dem Leiter der Now-Jazz-Reihe des SWR2, ein Quartett mit der Elektronikerin Sachiko M, dem Trompeter Axel Dörner und Perkussionisten Martin Brandlmayr zusammen.

## Wichtige Projekte und Aufnahmen
- Ground Zero (ursprünglich Ground-0), ein meist neunköpfiges Bandprojekt
- I.S.O Trio mit Ichiraku Yoshimitsu und Sachiko M
- Filament Duo mit Sachiko M
- Miira ni Narumade
- Otomo Yoshihide’s New Jazz Ensemble
- Otomo Yoshihide Quartet
- Satoko Fujii & Otomo Yoshihide: Perpetual Motion (Ayler Records, 2023)